# Trichoscelia remipes
Trichoscelia remipes är en insektsart som först beskrevs av Gerstaecker 1888.  Trichoscelia remipes ingår i släktet Trichoscelia och familjen fångsländor. Inga underarter finns listade i Catalogue of Life.